# Campeonato Sudamericano y Centroamericano de Balonmano Femenino
El Campeonato Sudamericano y Centroamericano Femenino de Balonmano es la máxima competición de selecciones de balonmano de Sudamérica y Centroamérica. La primera edición tuvo lugar en 2018, después de que el Campeonato Panamericano de Balonmano Femenino quedase dividido en dos.

## Ediciones
| N.° | Año  | Sede      | Oro    | Plata     | Bronce   |
| --- | ---- | --------- | ------ | --------- | -------- |
| I   | 2018 | Brasil    | Brasil | Argentina | Paraguay |
| II  | 2021 | Paraguay  | Brasil | Argentina | Paraguay |
| III | 2022 | Argentina | Brasil | Argentina | Chile    |
| IV  | 2024 | Brasil    | Brasil | Argentina | Uruguay  |

## Medallero histórico
| Núm. | País      | Oro | Plata | Bronce | Total |
| ---- | --------- | --- | ----- | ------ | ----- |
| 1    | Brasil    | 4   | 0     | 0      | 3     |
| 2    | Argentina | 0   | 4     | 0      | 4     |
| 3    | Paraguay  | 0   | 0     | 2      | 2     |
| 4    | Chile     | 0   | 0     | 1      | 1     |
| 4    | Uruguay   | 0   | 0     | 1      | 1     |

## Selecciones participantes
| Selección | 2018 | 2021 | 2022 | Temporadas |
| Argentina | 2°   | 2°   | 2°   | 3          |
| Bolivia   | •    | 6°   | •    | 1          |
| Brasil    | 1°   | 1°   | 1°   | 3          |
| Chile     | 4°   | 5°   | 3°   | 3          |
| Nicaragua | •    | w/o  | •    | 0          |
| Paraguay  | 3°   | 3°   | 5º   | 3          |
| Uruguay   | 5°   | 4°   | 4º   | 3          |
| Total     | 5    | 6    | 5    |            |